# あ。た、り
『あ。た、り』は、1999年4月2日から2000年3月31日までテレビ朝日で放送されていたバラエティ番組。放送時間は毎週金曜 23時25分 - 23時55分（日本標準時）。

## 概要
『華麗にAh!so』から続く研ナオコ司会の深夜番組シリーズの最終作である。ゲストには明石家さんまやにしきのあきら、野口五郎や小堺一機などを招いていた。他に、石塚英彦とパパイヤ鈴木とカワイ麻弓がグルメリポートをし、お礼にダンスを披露する「FAT BOYS JAPAN」のコーナーに出演していた。
本番組の最終回をもって、12年間続いた研ナオコ司会の深夜番組シリーズは幕を閉じた。以来、同時間帯でバラエティ番組は放送されていない。

## 放送局
系列局の北海道テレビでは土曜23:00枠で放送されていたが、わずか4か月で打ち切られた。
名古屋テレビでは番組の放送自体が無く、別の時間帯に放送するなどの措置も取られていなかった。
ABCテレビでは金曜23時台に探偵!ナイトスクープを放送していたので、サンテレビの深夜帯で遅れネットを放送していた。